# Gare de Mézy
La gare de Mézy est une gare ferroviaire française des lignes de Noisy-le-Sec à Strasbourg-Ville et de Mézy à Romilly-sur-Seine, située sur le territoire de la commune de Mézy-Moulins, dans le département de l'Aisne, en région Hauts-de-France.

## Histoire
Située à la confluence de la ligne de Paris-Est à Strasbourg-Ville, inaugurée le 26 août 1849 entre Meaux et Épernay, et de la ligne de Mézy à Romilly-sur-Seine, ouverte le 25 octobre 1884, la gare de Mézy possédait alors quatre voies à quai.
La ligne de Mézy à Romilly-sur-Seine n’accueille plus qu'un trafic occasionnel : la desserte voyageurs vers Esternay et vers Romilly-sur-Seine a été supprimée en 1939 et en 1953 tandis que la circulation des trains de marchandises a été supprimée sur une partie de la ligne.
La SNCF a également supprimé la desserte ferroviaire de Mézy par les trains de la ligne Paris – Strasbourg[Quand ?].

### Le bâtiment voyageurs
La Compagnie des chemins de fer de l'Est y a construit un bâtiment voyageurs de type 7, dans les années 1850-1860. Il est aujourd'hui désaffecté.

## Situation ferroviaire
Gare de bifurcation, elle est située au point kilométrique (PK) 103,169 de la ligne de Noisy-le-Sec à Strasbourg-Ville. Elle est également l'origine de la ligne de Mézy à Romilly-sur-Seine (au PK 0,000) utilisée pour le trafic fret jusqu'à Montmirail.
Son altitude est de 66 m.

## Service des voyageurs
Cette gare est fermée au service des voyageurs.

## Service des marchandises
Cette gare est ouverte au service du fret (trains complets et wagons isolés).